# Кологривовка (Пензенская область)
Кологри́вовка — деревня Долгоруковского сельсовета Сердобского района Пензенской области. На 1 января 2004 года — 14 хозяйств, 26 жителей.

## География
Деревня расположена на северо-западе Сердобского района, восточнее центра сельсовета села Долгоруково, расстояние до которого — 1 км, расстояние до районного центра город Сердобск — 20 км.

## История
По исследованиям историка — краеведа Полубоярова М. С., деревня образована в первой половине XIX века помещиком Кологривовым, входила в состав Мещерской волости. До отмены крепостного права селом владел помещик Бернов. В 1955 году в деревне располагалась бригада имени С. М. Кирова.

## Численность населения
| год                | 1859 | 1886 | 1911 | 1926 | 1959 | 1979 | 1989 | 1996 | 2004 |
| ------------------ | ---- | ---- | ---- | ---- | ---- | ---- | ---- | ---- | ---- |
| количество жителей | 194  | 225  | 298  | 416  | 168  | 70   | 44   | 39   | 26   |

## Улицы
- Лесная.